# Eickstedt (Adelsgeschlecht)

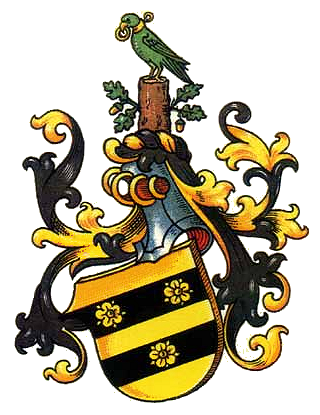
Stammwappen derer von Eickstedt

Eickstedt ist der Name eines alten pommerschen Adelsgeschlechts, das sich als stammesverwandt zu den altmärkischen Eichstedt und den thüringischen Vitzthum von Eckstedt begreift, auch in Mecklenburg und Preußen zu einigem Ansehen gelangte. Zweige der Familie bestehen bis in die Gegenwart.

## Geschichte

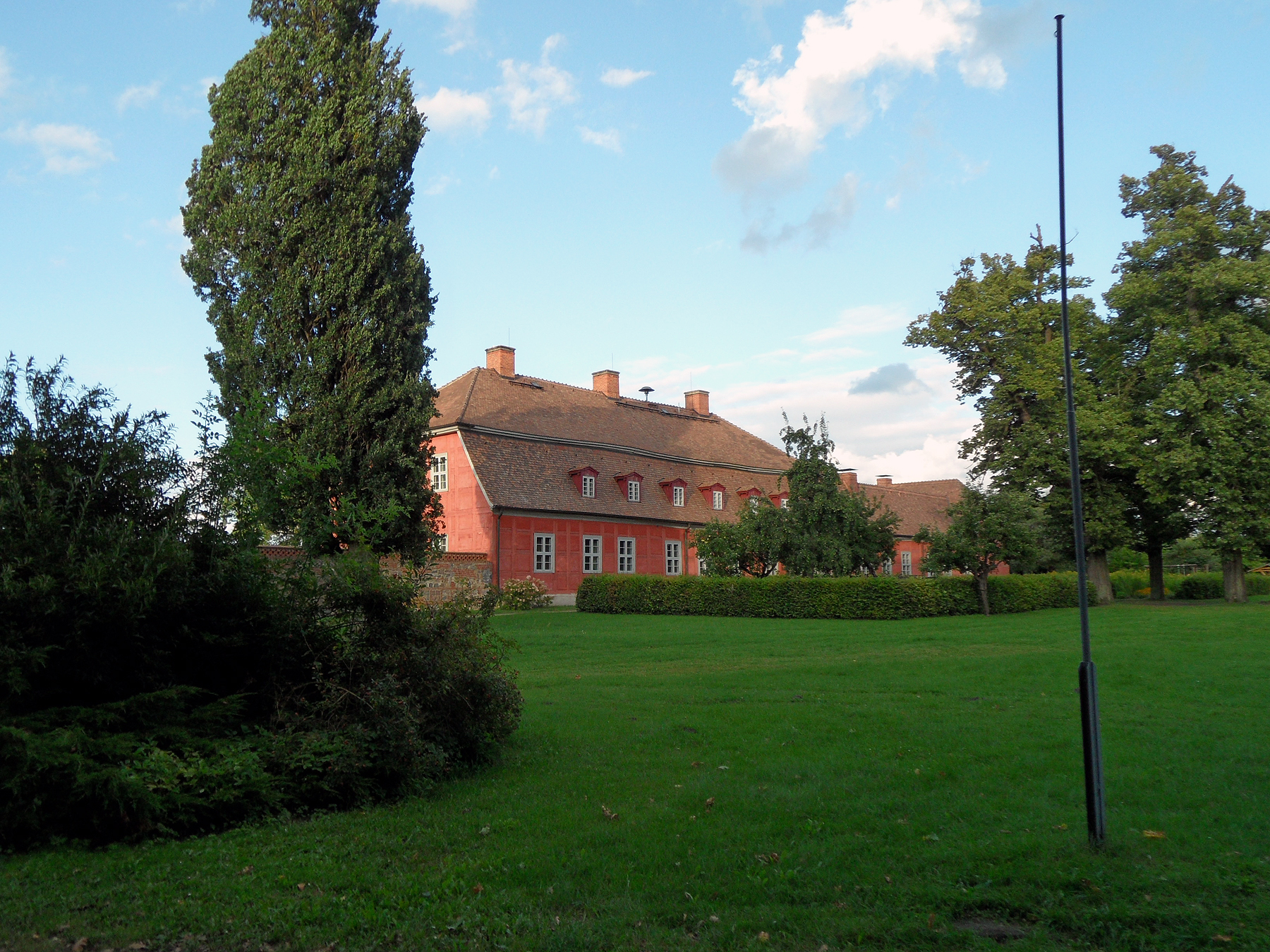
Schloss Rothenklempenow, vormaliger Stammsitz der Familie

Im Jahre 1129 wird mit Conradus de Ekstedte († 1130), Legat des späteren Kaisers Lothar von Supplinburg und Enkel der Adelheid, Tochter des Esico von Ballenstedt, erstmals der Erbname des Geschlechts urkundlich genannt. Der filiationsmäßige Zusammenhang zu den im Jahre 1163 genannten Hinricus de Ekstede et fratres sui et Tidericus ist nicht gesichert. Kontakte der in der zweiten Hälfte des 13. Jahrhunderts aus der Altmark in die Uckermark bzw. nach Pommern eingewanderten Eickstedt sind bereits 1187 nachgewiesen, als Hinricus de Ekstedte und sein Bruder bei der Errichtung der St.-Jacobi-Kirche in Stettin als Zeugen genannt wurden. Im Jahr 1280 fanden die Eickstedt dann urkundlich zuerst Erwähnung in Hohenholz bei Penkun und um 1309 auf der Burg Rothenklempenow. Mit dem 1296 urkundlich genannten Ritter Friedrich von Eickstedt († 1309) beginnt die gesicherte Stammreihe. Seit dem 14. Jahrhundert wurden die Eickstedts zu den schlossgesessenen Geschlechtern Pommerns gezählt und hatten ab 1357 das Erbkämmereramt im Herzogtum Pommern-Stettin inne.

### Ausbreitung und Güterbesitz

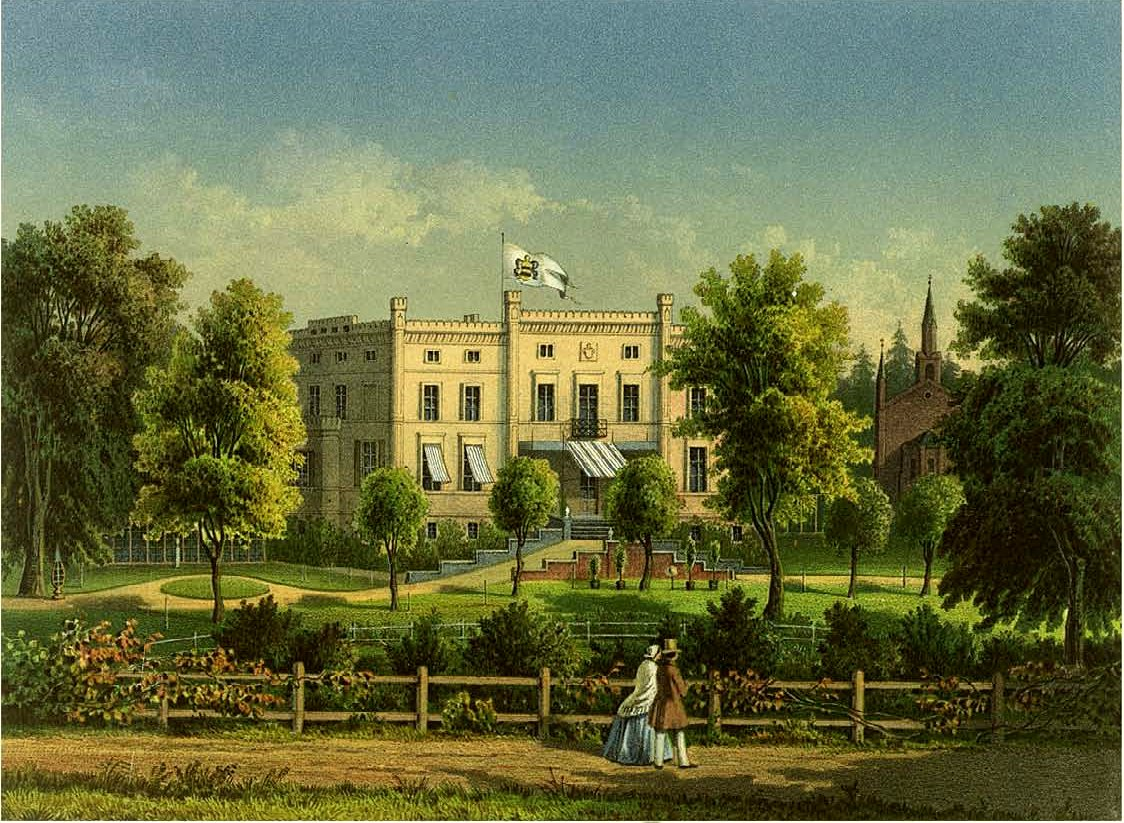
Schloss Tantow um 1857/58, Sammlung Alexander Duncker

Die Eickstedt hatten ihren Entfaltungsschwerpunkt mit sehr umfangreichem Güterbesitz, über Jahrhunderte vor allem in Vorpommern sowie in der Uckermark, hier insbesondere das als Stammhaus titulierte Gut in Eickstedt, jedoch konnte sich das Geschlecht zeitweise auch in der Mittelmark und in der Neumark sesshaft machen. Bereits im 18. Jahrhundert konnten alle blühenden Zweige auf das pommersche Stammgut Rothenklempenow zurückgeführt werden, einzelne Linien nannten sich nach ihren Gütern Hohenholz, Koblentz und Damitzow, westlich von Stettin. Ebenfalls im 18. Jahrhundert besaß die Familie auch Kützkow bei Magdeburg, späterhin auch kurzzeitig die preußischen Güter Klein Bandtken, Louisenhof und Rosainen bei Marienwerder. 1793 gelangten die Eickstedt nach Schlesien, wo sie u. a. die Güter Grzegorzowitz, Kornitz, Silberkopf und Slawikau bei Ratibor, Kottwitz bei Glogau sowie Rudoltowitz und Summin bei Pless besaßen. In Mecklenburg traten die Eickstedt in das von Peterswaldt-Erbe und besaßen im 18. Jahrhundert kurzzeitig die Güter Pritzier und Quassel.

### Standeserhebungen

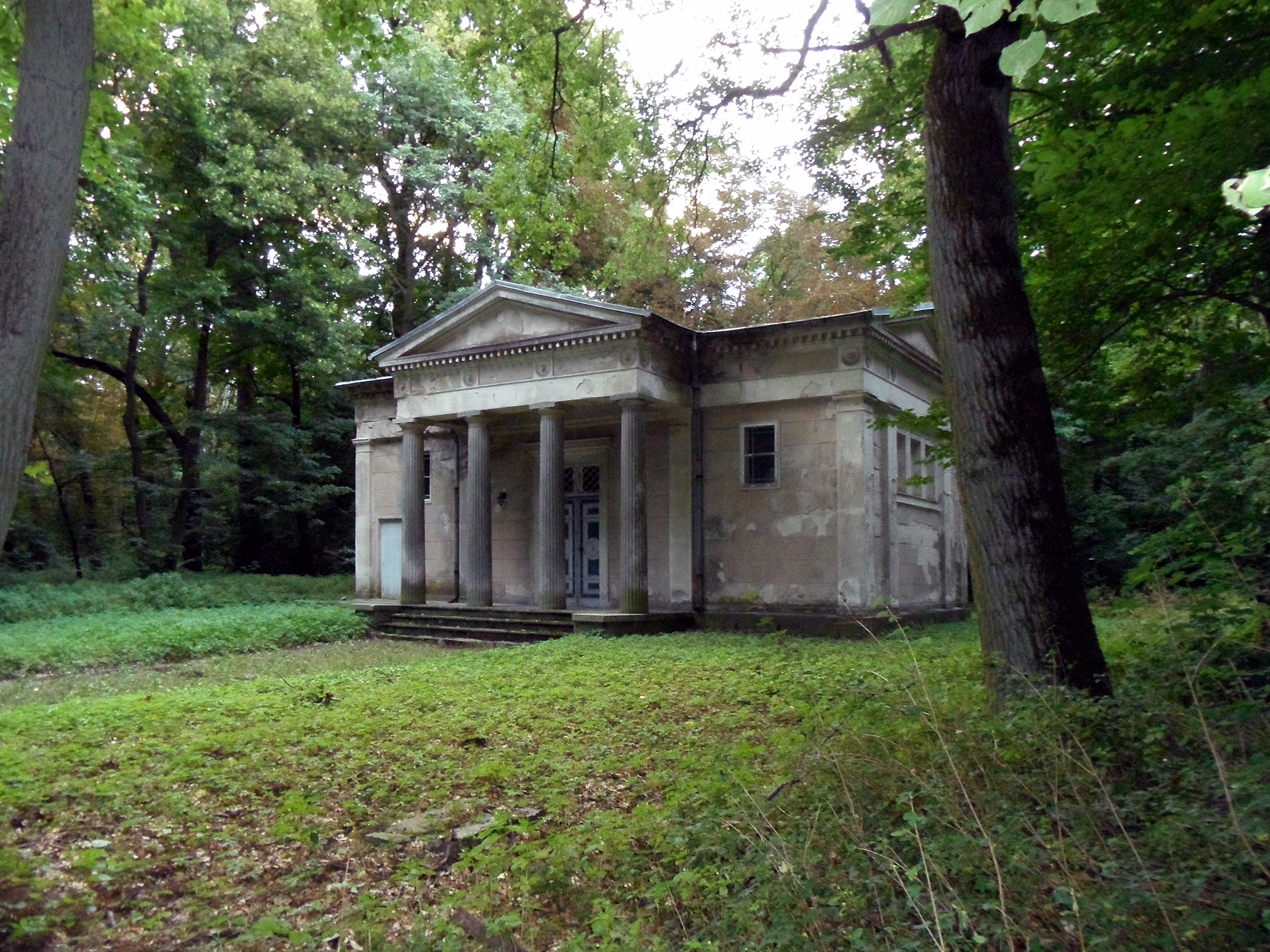
Vormaliges Mausoleum der Familie von Eickstedt, seit 1897 Dorfkirche Koblentz

Friedrich Wilhelm von Eickstedt (1703–1772), Universalerbe seines mütterlichen Onkels Karl Friedrich von Peterswaldt († 1753), wurde gemeinsam mit seinem Neffen August Ludwig Maximilian von Eickstedt († 1814) am 28. Januar 1753 in den preußischen Grafenstand gehoben. Dies geschah unter Namens- und Wappenvereinigung mit denen von Peterswaldt, welche mit obigem Erbonkel abgegangen sind. Dieser ältere gräfliche Zweig konnte sich im Mannesstamm nicht fortsetzten und fand mit eben zuletzt genanntem bereits 1814 ihren Ausgang. Als Erbe der gräflichen Güter erging für den Generallandschaftsrat Carl Ludwig Friedrich von Eickstedt (1780–1862) am 16. Juni 1816 die Erlaubnis zur Namens- und Wappenvereinigung mit den erloschenen von Peterswaldt. Am 15. Oktober 1840 wurde selbiger in den preußischen Grafenstand gehoben. Der Titel war nach dem Recht der Erstgeburt aus adliger Ehe an den Besitz von Rothenklempenow gebunden. Der jüngere gräfliche Zweig erlosch mit Vivigenz Ernst von Eickstedt-Peterswaldt († 1977).
Am 6. August mit Diplom vom 19. Dezember 1883 wurde der mehrfache Gutsbesitzer und vorpommersche Erbkämmerer Hugo Julius von Eickstedt (1832–1897) in den preußischen Freiherrenstand gehoben, gebunden an den Besitz am Fideikommiss Giraltowitz und Groß Muritsch. Von seinen zwei Söhnen überlebte der jüngere Freiherr Hugo Eugen von Eickstedt (1873–1953) den Vater und stand als preußischer Sekondeleutnant im 1. Badischen Leib-Dragoner-Regiment Nr. 20.
Am 3. Dezember 1883 mit Diplom vom 6. Mai 1884 wurde der preußische Premierleutnant a. D., Kreisdeputierte und vorpommersche Erbkämmerer Friedrich Wilhelm von Eickstedt (1828–1891) in den preußischen Freiherrenstand gehoben, gebunden nach dem Recht der Erstgeburt aus adliger Ehe an den Besitz am Fideikommiss Silberkopf und Waissack. Sein einziger Sohn, der preußische Sekondeleutnant Freiherr Friedrich Wilhelm Siegbart von Eickstedt (1856–1887), beschloss bereits diesen Zweig.
Am 8. April mit Diplom vom 23. Juni 1885 wurde Ernst Friedrich Karl Rudolf von Eickstedt (* 1851; † nach 1896) in den preußischen Freiherrenstand gehoben, gebunden nach dem Recht der Erstgeburt aus adliger Ehe an den Besitz am Fideikommiss Slawikau. Sein Sohn Freiherr Guido Karl Ferdinand Ernst von Eickstedt (* 1877) setzte den Zweig fort.
Am 6. Juli mit Diplom vom 26. Oktober 1887 wurde der preußische Major a. D. Vivigenz Joachim Valentin von Eickstedt (* 1834; † nach 1896) in den preußischen Freiherrenstand gehoben, gebunden nach dem Recht der Erstgeburt aus adliger Ehe an den Besitz des Fideikommiss Tantow und Radekow. Er starb, obwohl zweimal in den Stand der Ehe getreten, ohne Kinder zu hinterlassen.

## Wappen

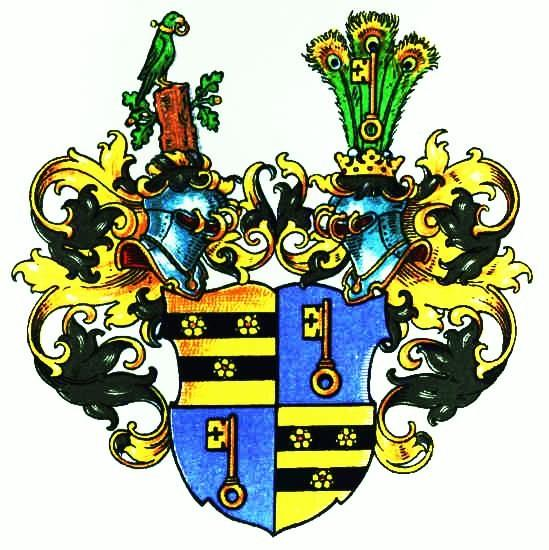
Vereinigtes Wappen der Freiherren: Stammwappen und Erbkämmererwürde (goldener Schlüssel auf blauem Grund)

Das Stammwappen zeigt in Gold zwei schwarze Balken, von denen der obere mit zwei, der untere mit einer goldenen Rose belegt ist. Auf dem Helm mit schwarz-goldenen Decken steht ein natürlicher Eichenstubben mit grünen Blättern und Eicheln, auf dem ein grüner Sittich mit goldenem Halsband und goldenem Ring im Schnabel sitzt.
Das Gräfliche Wappen (1753; 1840) war geviert, mit einem Herzschild der das Stammwappen zeigt belegt. 1 und 4 in Rot ein silberner Balken, der mit einem schwarzen Eberkopf mit silbernen Hauern belegt ist (Peterswaldt); 2 und 3 in Blau ein mit dem Bart nach oben senkrecht gestellter goldener Schlüssel (Erbkämmererwürde). Drei Helme: auf dem rechten mit rot-silbernen Decken ein silbernes und ein rotes Büffelhorn (Peterswaldt); auf dem mittleren der Helm des Stammwappens; auf dem linken mit rot-goldenen Decken der Schlüssel vor drei natürlichen Pfauenfedern (Erbkämmererwürde). Wappenhalter: zwei goldene Löwen.

## Bekannte Familienmitglieder

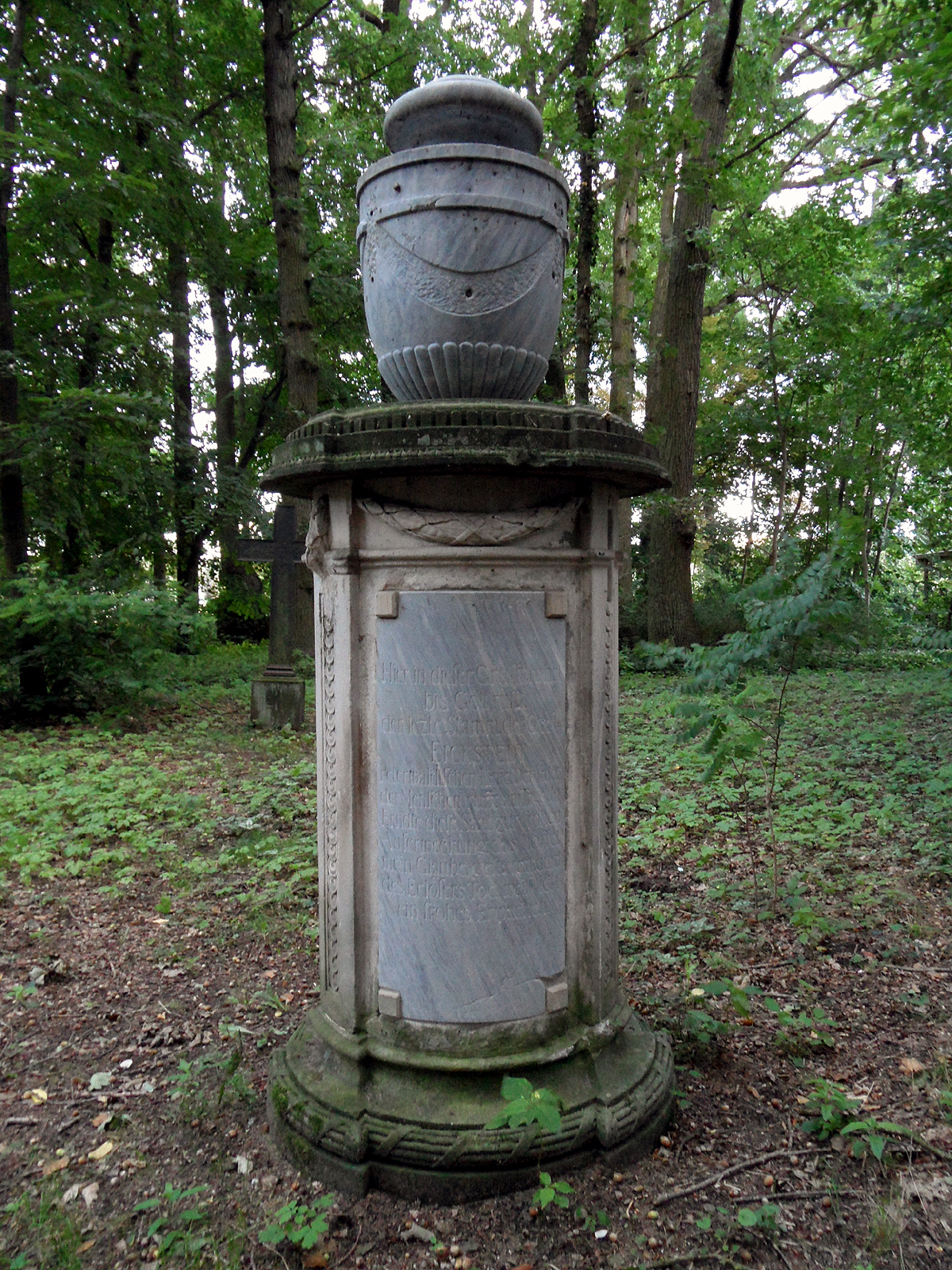
Grabmal der Grafen von Eickstedt zu Koblentz

- Friedrich von Eickstedt († 1343), Bischof von Cammin
- Caspar von Eickstedt, Geistlicher, Vizedominus des Bistums Cammin von 1440 bis 1456
- Valentin von Eickstedt (1527–1579), pommerscher Kanzler und Amtshauptmann zu Wolgast und Ueckermünde
- Georg von Eickstedt (1584–1655), ritterschaftlicher Landrat in Pommern
- Dubslaff Christoph von Eickstedt (1588–1644), herzoglich-pommerscher Hofgerichtsrat, Amtshauptmann und Landrat
- Caspar von Eickstedt (1602–1632), Landrat im Herzogtum Pommern
- Marcus von Eickstedt († 1661), pommerscher Staatsmann, Gesandter Pommerns bei den Verhandlungen zum Westfälischen Frieden
- Valentin von Eickstedt (1669–1718), dänischer Generalmajor in der Schlacht bei Helsingborg
- Alexander Dietrich von Eickstedt († 1727), sächsischer Generalleutnant
- Friedrich Wilhelm von Eickstedt-Peterswaldt (1703–1772), preußischer geheimer Staatsrat und Kriegsminister
- Georg von Eickstedt (1730–1807), Regierungspräsident in Pommern und Generallandschaftsdirektor der Pommerschen Landschaft
- Bernhard Friedrich von Eickstedt (1731–1796), preußischer Generalmajor
- Georg Friedrich von Eickstedt (1743–1807), Regierungspräsident in Stettin
- Ernst Heinrich Friedrich Carl von Eickstedt (1786–1830), preußischer Kavallerieoffizier, Provinziallandtagsabgeordneter
- Hugo von Eickstedt (1832–1897), schlesischer Rittergutsbesitzer und pommerscher Hofbeamter
- Viktor von Eickstedt (1849–1926), deutscher Generalleutnant
- Rudolf von Eickstedt (1852–1925), deutscher Admiral
- Detloff von Eickstedt (1860–1920), deutscher Generalmajor
- Egon von Eickstedt (1892–1965), deutscher Anthropologe und Rassentheoretiker
- Vivigenz Ernst Graf von Eickstedt-Peterswaldt (1904–1977), deutscher Gutsherr und Filmschauspieler